# Карамалы (Азнакаевский район)
Карамалы́ (тат. Карамалы) — село в Азнакаевском районе Республики Татарстан Российской Федерации. Административный центр Карамалинского сельского поселения.

## Этимология
Топоним произошёл от фитонима на татарском языке «карама» (вяз).

## География
Село расположено в Восточном Закамье на реке Карамалыелга, в 7,4 км к юго-востоку от города Азнакаево.

## История
По сведениям 1762 года (III ревизия), в деревне Карамала были учтены 58 ревизских душ служилых татар, 24 — ясачных татар.
По сведениям 1782 года (IV ревизия), в деревне Кармалы (Карамалы) были учтены 3 ревизские души тептярей, 7 — ясачных татар.
По сведениям 1816 года (VII ревизия), в деревне в 24 дворах были учтены 67 ревизских душ башкир-вотчинников. По сведению из ревизии «Оная деревня выселилась из деревни Асеевой после Генерального межевания» земель башкир-вотчинников, проведенного в Бугульминском уезде в 1803 году. В 1834 году (VIII ревизия) — 222 башкира-вотчинника.
«Общий регистр 1856 года» зафиксировал проживание в селе 369 башкир-вотчинников.
По сведениям переписи 1897 года, в деревне Кармала-Илга Бугульминского уезда Самарской губернии проживали 1042 человека (557 мужчин и 485 женщин), из них 1034 мусульманина.
«Сведения земского учёта 1900—1901 гг.» зафиксировали в деревне 189 дворов, в которых проживали 1100 башкир-вотчинников, 20 русских и 19 тептярей.

## Население
Изменение численности населения. Источник.
| 1795 | 1841 | 1859 | 1889 | 1897 | 1908 | 1920 | 1926 | 1938 | 1949 | 1958 | 1970 | 1979 | 1989 | 2002 | 2010 | 2015 |
| ---- | ---- | ---- | ---- | ---- | ---- | ---- | ---- | ---- | ---- | ---- | ---- | ---- | ---- | ---- | ---- | ---- |
| 150  | 222  | 321  | 810  | 1045 | 1084 | 1394 | 1317 | 1127 | 844  | 807  | 743  | 543  | 485  | 528  | 509  | 540  |

Национальный состав
Согласно результатам переписи 2002 года, в национальной структуре населения татары составили 97%. 

## Инфраструктура
Через село проходит автомобильная дорога регионального значения «Азнакаево — Ютаза — М-5» с остановкой общественного транспорта. В селе имеется кладбище, обелиск «Воинам-односельчанам».

## Религия
В 2009 году была возведена мечеть «Гульджамал».

### Комментарии
1. ↑  Расстояние измерено с помощью инструментария Яндекс.Карты
2. ↑  В то же время III и IV ревизии фиксируют здесь ясачных, служилых татар и тептярей
3. ↑  душ мужского пола
4. ↑  По данным Яндекс.Карты